# Luis Romera

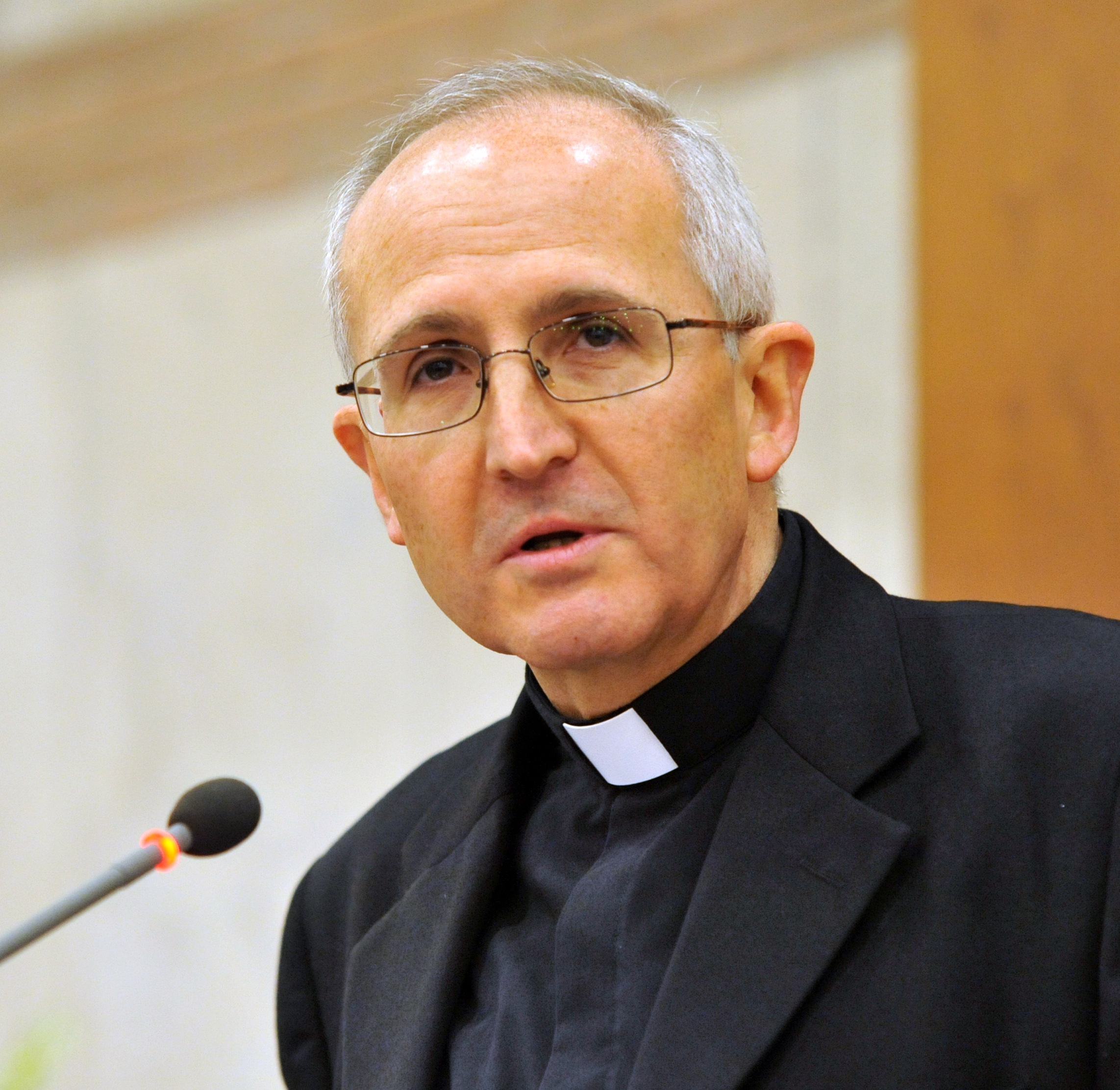
Luis Romera, 2011

Luis Romera Oñate (* 15. September 1962 in Barcelona) ist ein spanischer römisch-katholischer Theologe. Von 2008 bis 2016 war er Rektor der Päpstlichen Universität vom Heiligen Kreuz in Rom.

## Leben
Luis Romera studierte Geowissenschaften in Barcelona, anschließend Katholische Theologie und Philosophie in Pamplona und Rom. An der Universität Navarra wurde in Philosophie promoviert. Er empfing die Priesterweihe am 6. Oktober 1990 in Spanien. Er ist Professor der Metaphysik und der philosophischen Gotteslehre an der Päpstlichen Universität Santa Croce in Rom. Er ist ordentliches Mitglied der Päpstlichen Akademie des hl. Thomas von Aquin.
Von 2008 bis 2016 war er Rektor der römischen Päpstlichen Universität vom Heiligen Kreuz (PUSC).
Seine Lehr- und Forschungsgebiete sind die Natürliche Theologie, Religionsphilosophie sowie Themen der Metaphysik wie Sinn des Lebens, Sinn und Zeit und Endlichkeit und Transzendenz.

## Schriften
- Pensar el ser. Análisis del conocimiento del "actus essendi" según C. Fabro, Peter Lang Bern 1994, ISBN 3-906753-28-X, 352 Seiten
- Introduzione alla domanda metafisica, Armando Rom 2003, ISBN 88-8358-617-4, 251 Seiten
- Finitud y trascendencia. La existencia humana ante la religión, Edusc Rom 2006 (2. Auflage), ISBN 88-8333-166-4, 162 Seiten
- Dalla differenza alla trascendenza. La differenza ontologica e Dio in Heidegger e Tommaso d'Aquino, Marietti Genua/Mailand 2006 (2. Auflage), ISBN 88-211-8562-1, 146 Seiten
- L'uomo e il mistero di Dio. Corso di Teologia Naturale, Edusc Rom 2008, ISBN 978-88-8333-193-0, 264 Seiten
- La actualidad del pensamiento cristiano, Publicaciones de la Universidad de Piura (Peru) 2010, ISBN 978-9972-48-130-7, 110 Seiten